# Shooting Guard
Der Shooting Guard [ˈʃuːtɪŋ gɑːɹd] (von engl. „shoot“ werfen) ist eine von fünf Positionen im Basketball. Zusammen mit dem Point Guard bildet er den sogenannten Backcourt. Alternativ wird er auch Two Guard, Off Guard (da er sich meist abseits, engl. „Off-side“, des ballführenden Spielers bewegt), oder einfach nur Two bzw. 2 genannt. Die beiden Guards sind üblicherweise die kleinsten und schnellsten Spieler einer Basketballmannschaft.
Im Gegensatz zum Point Guard, der in der Regel den Spielaufbau übernimmt, ist der Shooting Guard traditionell auf Distanzwürfe spezialisiert. Bekannteste Ausnahmen sind Kobe Bryant und Michael Jordan, die mehr für ihren Zug zum Korb bzw. ihr Post-play als für ihre Distanzwürfe bekannt waren.

## Geschichte und Spielweise

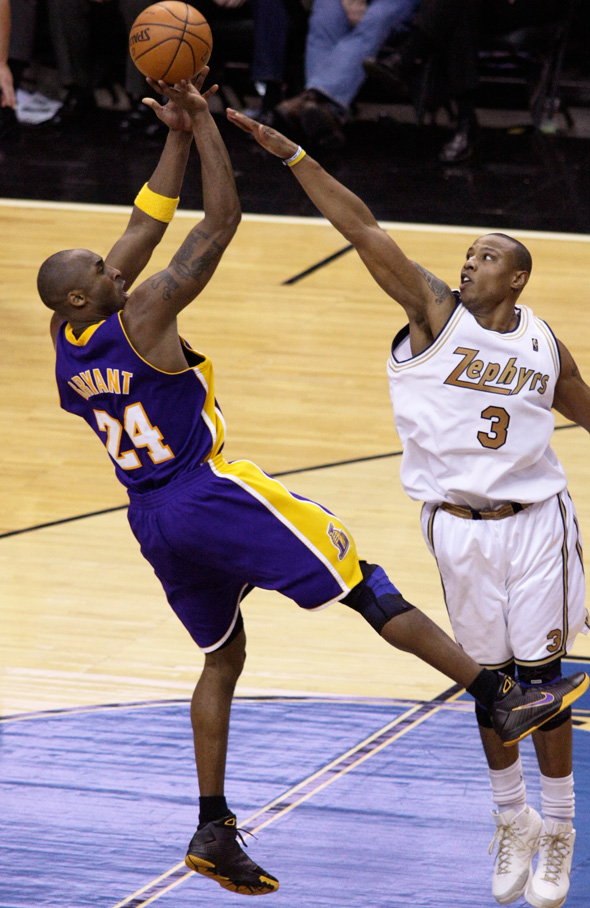
Oft als einer der besten Shooting Guards aller Zeiten bezeichnet: Kobe Bryant (links)

Die Möglichkeit, effektiv aus der Distanz zu punkten, war bis in die 1940er Jahre für Guards nicht gegeben. Es gab zum einen keine Dreipunktelinie (wurde erst 1979 in der NBA eingeführt), zum anderen warfen die Spieler beidhändig aus dem Stand. Nur sehr wenigen Spielern gelang mit dieser Wurftechnik eine Treffsicherheit, die sie zu gefährlichen Punktesammlern werden ließ (beispielsweise Bobby McDermott). Die Mehrheit der Guards beschränkte sich daher auf das Passspiel. Mitte der 1940er Jahre wurde von verschiedenen Spielern eine neue Wurftechnik, die des einhändigen Sprungwurfs, entwickelt. Diese bis heute gängige Wurftechnik ermöglichte auch den kleinen Spielern, aus der Distanz zu punkten. Schon 1948 wurde mit Max Zaslofsky erstmals ein Guard Topscorer einer Profiliga. Und knapp fünf Jahre später war Bill Sharman einer der ersten Guards, die über 40 % Trefferquote aus dem Feld hatten.
Earl Monroe, einer der auffallendsten Guards (nach heutiger Definition: Shooting Guards) der NBA in den 1970ern, ergänzte die übliche Spielweise durch eine schnelle Drehbewegung des Körpers, den so genannten Spin move. Er war damit der erste Guard, der mit dem Rücken zum Korb einen Angriff startete, was zuvor ausschließlich den Centern und Power Forwards vorbehalten war. Zudem war er Vorreiter einer Reihe von Guards, die weniger durch Wurf aus der Distanz als durch Ziehen zum Korb punkteten.
Mitte der 1980er Jahre setzten unter anderen Michael Jordan und Clyde Drexler einen Trend hin zu knapp zwei Meter großen Shooting Guards. Bis dahin waren die Shooting Guards kaum größer als die Point Guards, etwa 1,90 Meter. Die Einführung der Dreipunktelinie 1979 belohnte die Treffsicherheit aus großer Distanz, so dass sich einige Shooting Guards auf diesen Distanzwurf spezialisierten (beispielsweise Reggie Miller und Jeff Hornacek).
Michael Jordan setzte ab Anfang der 1990er Jahre dazu noch einen weiteren Trend, indem er als Guard in den Lowpost ging. Sein Markenzeichen aus späten Jahren, der Sprungwurf aus der Drehung (Turnaround jump shot, Post fadeaway), wurde seitdem von einem Großteil der heutigen Shooting-Guard-Generation übernommen, so etwa von Kobe Bryant und Tracy McGrady. Die einzigen Shooting Guards der NBA-Geschichte, die jemals einen NBA Most Valuable Player Award gewinnen konnten, waren Michael Jordan (5×), Allen Iverson (1×), Kobe Bryant (1×) und James Harden (1×).